# U.S. Route 35
U.S. Route 35 (också kallad U.S. Highway 35 eller med förkortningen  US 35) är en amerikansk landsväg. Den går ifrån St. Albans i söder till Michigan City i norr och har en längd på 682 km.